# Gujranwala
Gujranwala (tiếng Punjab, tiếng Urdu: گوجرانوالہ) Gujranwala là một thành phố thuộc Punjab, Pakistan. Thành phố có dân số ước tính năm 2010 là 1.569.090 người. Gujranwala nằm ở khu vực có độ cao 226 mét trên mực nước biển.. Tiếng Punjab là ngôn ngữ phổ biến cùng tiếng Urdu và tiếng Anh.